# Kaçandoll
Kaçandoll (albanska: kaçandoll, (serbiska: Kačandol) är en by i Kosovo. Den ligger i kommunen Mitrovica. Enligt den senaste folkräkningen år 2011 fanns det 119 invånare.

## Demografi
| Demografi | 2011 |
| --------- | ---- |
| albaner   | 119  |